# 쿤스트아카데미 뒤셀도르프

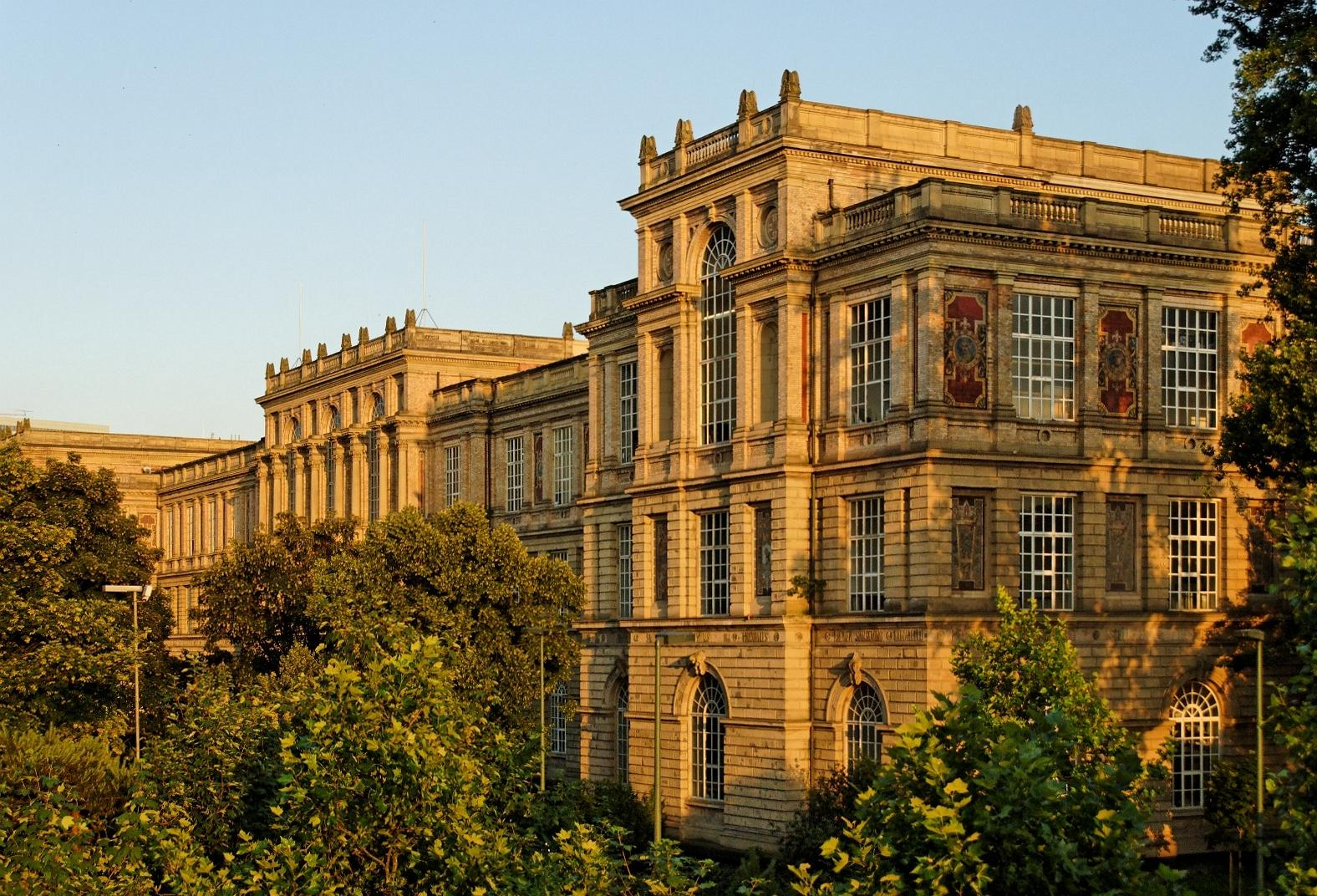
쿤스트아카데미 뒤셀도르프

쿤스트아카데미 뒤셀도르프(Kunstakademie Düsseldorf)는 독일의 노르트라인-베스트팔렌 주(Nordrhein-Westfalen)의 주도인 뒤셀도르프에 위치한 공립 예술대학교이다.
1762년경에 설립된 램버트 크라헤 기안가 학교였으며, 뒤셀도르프 회화 학교와 같은 미술사에서 중요한 영향과 예술적 개성이 나타났다.
1950년대 말부터 1970년대 말까지의 기간은 Joseph Beuys, Heinz Mack, Otto Piene, Gerhard Richter 및 Günther Uecker와 같은 주인공을 중심으로 아이디어와 저먼 팝, ZERO, 플럭서스 등 예술의 확장된 개념과 사회적 조각의 개념을 가진 운동들은 화려한 행동과 담론을 불러일으켰고, 1960년대와 1968년 운동의 서독 학생운동은 물론 미술계에도 영향을 미쳤다. 1990년대부터 Bernd와 Hilla Becher와 Andreas Gursky, Candida Höfer, Axel Hütte, Thomas Ruff, Jörg Sasse, Thomas Struth와 같은 학생들이 만든 뒤셀도르프 예술 사진 학교는 특별한 평가를 받았다. 미술시장에서는 미술학원 교수와 졸업생들의 작품이 최고가를 기록하기도 했다. 2010년 게르하르트 리히터(Gerhard Richter)의 1994년 작품 추상화 809-4가 살아있는 작가의 단일 작품으로는 현재까지 세계 최고가를 달성했다.

## 역사
설립 이후로 쿤스트아카데미는 수많은 예술가를 배출한 바 있고, 예술사적 의의 있는 사건과 예술계에 적지 않은 영향을 행사한 바 있다. 현재의 쿤스트아카데미의 전신으로는 1762년에 설립된 Lambert Krahe의 짜이히너슐레(Zeichnerschule)가 있다. 그 이후엔 19세기의 회화 학교로서 당시의 걸출한 화가들을 배출함으로써 세계적으로 이름난 예술 아카데미로 한단계 올라서게 되었다.
그 이후의 아카데미의 전성기로는 1950년대 말부터 1970년대 말까지 Joseph Beuys, Heinz Mack, Otto Piene, Gerhard Richter, Günther Uecker 등이 활동한 시기이다. 이 시기에는, 앞서 언급한 예술가들이 ZERO나 Fluxus와 같은 활동을 통해 예술계에 강한 영향을 끼치고 소위 말하는 68er Bewegung을 행할 때였다. 예술시장에서는 쿤스트아카데미를 졸업한 예술가와 아카데미의 교수들의 예술작품들이 최고가에 거래되었다. Gerhard Richter가 1994년 완성한 작품인 809-4은 당시 생존 예술가의 작품으로는 최고의 값에 거래된 바 있다.

## 구조
뒤셀도르프 구시가지의 Eiskellerstraße 1에 위치한 아카데미의 본관은 독일의 네오르네상스 건축물로 의미가 있는 건물이다. 입구 앞 계단에는 Irmin Kamp의 아카데미에 대한 기대가 반영된 문구가 새겨져 있다: "Für unsere Studenten nur das Beste."